# آمسینافید
آمسینافید(به انگلیسی: Amcinafide) (کد توسعه ای SQ-15112 )، همچنین با نام تری‌آمسینولون استوفنید نیز شناخته می‌شود، یک گلوکوکورتیکوئید کورتیکواستروئید سنتزی است که هرگز به بازار عرضه نشد.